# WEWタッグ王座
WEWタッグ王座（ダブリュー・イー・ダブリュー・タッグおうざ）は、FMWが管理、WEWが認定していた王座。

## 歴史
1995年5月5日、大仁田厚の引退により、始まった「新生FMW」と呼ばれたデスマッチ路線を展開していた。
1997年、大仁田の復帰、外様であった冬木弘道の台頭で迷走を始める。
1998年3月、デスマッチ路線からエンターテイメント路線へと展開を図った。7月6日、新制度として統一機構を発表。
1999年5月31日、冬木がコミッショナーに就任して徐々に進行させていたエンターテイメント路線を一気に推進することを決める。その前段階として統一機構、年間シリーズの予定を白紙撤回する強権発動を行った。6月、冬木はFMWが管理している王座を全て封印して王座認定組織「WEW」を発足してWEW王座を創設。6月、WEWが最後の世界ブラスナックルタッグ王者であった外道&中川浩二組を初代王者に認定。
2002年2月15日、FMWの崩壊により封印。3月、管理団体がプロレス団体「WEW」に移って王座が復活。ただし、歴代王者とは切り離す形で改めて初代王者としてカウントされる。
2003年5月5日、WEWの解散により封印。
2006年8月、管理団体がアパッチプロレス軍に移って王座が復活。
2017年2月、管理団体がプロレスリングA-TEAMに移った。

## 歴代王者

### 第1期
| 歴代   | タッグチーム                  | 戴冠回数 | 獲得日付       | 獲得場所 （対戦相手・その他）                                        |
| ------ | ----------------------------- | -------- | -------------- | -------------------------------------------------------------------- |
| 初代   | 外道&中川浩二                 | 1        | 1999年6月      | 日本 WEWが王者に認定                                                 |
| 第2代  | 大矢剛功&黒田哲広             | 1        | 1999年8月23日  | 後楽園ホール                                                         |
| 第3代  | H&ミスター雁之助              | 1        | 1999年12月1日  | 大阪府立体育会館第2競技場                                            |
| 第4代  | 冬木弘道&井上京子             | 1        | 2000年2月25日  | 後楽園ホール                                                         |
| 第5代  | 外道&中川浩二                 | 2        | 2000年4月1日   | 横須賀市総合体育館 2000年5月28日返上                                 |
| 第6代  | 邪道&外道                     | 1        | 2000年7月14日  | 高松市総合体育館 H&黒田哲広                                          |
| 第7代  | 井上雅央&金丸義信             | 1        | 2000年7月28日  | 後楽園ホール                                                         |
| 第8代  | 本田多聞&丸藤正道             | 1        | 2000年10月22日 | ディファ有明                                                         |
| 第9代  | 冬木弘道&黒田哲広             | 1        | 2000年12月13日 | 有明コロシアム                                                       |
| 第10代 | 外道&田中将斗                 | 1        | 2001年1月7日   | 後楽園ホール 2001年2月21日返上                                       |
| 第11代 | GOEMON&怨霊                   | 1        | 2001年5月5日   | 川崎球場 スペル・クレイジー&スーパー・ノヴァ                         |
| 第12代 | ミスター雁之助&マンモス佐々木 | 1        | 2001年9月5日   | 札幌テイセンホール                                                   |
| 第13代 | ハヤブサ&黒田哲広             | 1        | 2001年10月9日  | 後楽園ホール 2001年11月5日剥奪                                       |
| 第14代 | ミスター雁之助&マンモス佐々木 | 2        | 2001年11月23日 | 横浜文化体育館 バイオモンスターDNA&ドクター・ルーサー 2001年11月返上 |
| 第15代 | ミスター雁之助&黒田哲広       | 1        | 2001年12月21日 | 後楽園ホール 金村キンタロー&マンモス佐々木 2002年1月19日返上         |
| 第16代 | 冬木弘道&サンドマン           | 1        | 2002年2月4日   | 後楽園ホール 黒田哲広&サブゥー 2002年2月15日封印                     |

### 第2期
| 歴代   | タッグチーム                       | 戴冠回数 | 獲得日付       | 獲得場所 （対戦相手・その他）                         |
| ------ | ---------------------------------- | -------- | -------------- | ----------------------------------------------------- |
| 初代   | 佐々木貴&GENTARO                   | 1        | 2002年8月23日  | 後楽園ホール                                          |
| 第2代  | 金村キンタロー&黒田哲広            | 1        | 2003年3月11日  | 後楽園ホール 2003年5月5日封印                         |
| 第3代  | BADBOY非道&佐々木貴                | 1        | 2006年8月6日   | 新木場1stRING 黒田哲広&葛西純                         |
| 第4代  | 本間朋晃&葛西純                    | 1        | 2006年9月24日  | 後楽園ホール 2007年2月19日返上                        |
| 暫定   | ジ・ウィンガー&佐々木貴            | 1        | 2007年2月8日   | 新木場1stRING 金村キンタロー&黒田哲広                 |
| 第5代  | ジ・ウィンガー&佐々木貴            | 1        | 2007年2月19日  | 日本 アパッチプロレス軍が王者に認定                   |
| 第6代  | 葛西純&"黒天使"沼澤邪鬼            | 1        | 2007年6月24日  | 後楽園ホール                                          |
| 第7代  | ジ・ウィンガー&GENTARO             | 1        | 2007年9月23日  | 後楽園ホール                                          |
| 第8代  | NOSAWA論外&MAZADA                  | 1        | 2008年4月17日  | 後楽園ホール                                          |
| 第9代  | KAMIKAZE&佐藤耕平                  | 1        | 2009年9月6日   | 新木場1stRING                                         |
| 第10代 | 金村キンタロー&黒田哲広            | 2        | 2011年8月18日  | 新木場1stRING                                         |
| 第11代 | HIROKI&小幡優作                    | 1        | 2011年9月28日  | 新木場1stRING                                         |
| 第12代 | 南野タケシ&卍丸                    | 1        | 2012年3月25日  | 世界館                                                |
| 第13代 | 下田大作&宮本和志                  | 1        | 2012年4月26日  | 新木場1stRING                                         |
| 第14代 | 橋本友彦&西村賢吾                  | 1        | 2012年5月26日  | 新木場1stRING                                         |
| 第15代 | 柴田正人&那須晃太郎                | 1        | 2012年9月21日  | 新木場1stRING                                         |
| 第16代 | 一宮章一&橋本友彦                  | 1        | 2012年10月13日 | TAKESHIBAコロシアム                                   |
| 第17代 | 下田大作&不動力也                  | 1        | 2013年7月14日  | 若獅子会館                                            |
| 第18代 | 橋本友彦&タダスケ                  | 1        | 2013年11月10日 | 道頓堀アリーナ                                        |
| 第19代 | 黒田哲広&崔領二                    | 1        | 2014年9月7日   | アゼリア大正                                          |
| 第20代 | 橋本友彦&宮本和志                  | 1        | 2015年5月31日  | シアター1010ミニシアター                              |
| 第21代 | MIKAMI&美月凛音                    | 1        | 2016年1月31日  | 東京スポーツ文化館                                    |
| 第22代 | Hi69&HASEGAWA                      | 1        | 2016年5月15日  | 北沢タウンホール                                      |
| 第23代 | 金村キンタロー&黒田哲広            | 3        | 2016年8月28日  | シアター1010ミニシアター                              |
| 第24代 | 橋本友彦&奥田啓介                  | 1        | 2016年10月2日  | シアター1010ミニシアター                              |
| 第25代 | 高岩竜一&黒田哲広                  | 1        | 2016年12月25日 | 新木場1stRING                                         |
| 第26代 | 橋本友彦&竹田誠志                  | 1        | 2017年4月16日  | シアター1010ミニシアター                              |
| 第27代 | 下田大作&ザ・ブルーシャーク        | 1        | 2017年8月11日  | シアター1010ミニシアター                              |
| 第28代 | 池田大輔&HASEGAWA                  | 1        | 2017年10月7日  | 鶴見青果市場                                          |
| 第29代 | 橋本友彦&守部宣孝                  | 1        | 2018年6月10日  | シアター1010ミニシアター 2018年6月10日返上            |
| 第30代 | 定アキラ&雷電                      | 1        | 2018年2月24日  | シアター1010ミニシアター 下田大作&櫻井匠              |
| 第31代 | 池田大輔&佐藤恵一                  | 1        | 2019年4月21日  | シアター1010ミニシアター                              |
| 第32代 | 橋本友彦&牙城                      | 1        | 2019年9月29日  | シアター1010ミニシアター                              |
| 第33代 | GENTARO&守部宣孝                   | 1        | 2020年3月8日   | 東京芸術センターホワイトスタジオ                      |
| 第34代 | 櫻井匠&石坂ブライアン              | 1        | 2020年8月2日   | 東京芸術センターホワイトスタジオ                      |
| 第35代 | MIKAMI&HASEGAWA                    | 1        | 2020年9月6日   | 東京芸術センターホワイトスタジオ                      |
| 第36代 | 雷電&大谷譲二                      | 1        | 2021年5月16日  | 東京芸術センターホワイトスタジオ                      |
| 第37代 | 下田大作&伊織                      | 1        | 2021年8月22日  | 東京芸術センターホワイトスタジオ                      |
| 第38代 | 橋本友彦&牙城                      | 2        | 2021年9月26日  | 東京芸術センターホワイトスタジオ 2022年3月22日返上    |
| 第39代 | 雷電&櫻井匠                        | 1        | 2022年3月27日  | 東京芸術センターホワイトスタジオ 橋本友彦&下田大作    |
| 第40代 | 佐瀬昌宏&伊織                      | 1        | 2022年5月22日  | BASEMENT MONSTAR                                      |
| 第41代 | 下田大作&外崎幸作                  | 1        | 2022年7月31日  | 新木場1stRING                                         |
| 第42代 | 橋本友彦&スーパータイガー（2代目） | 1        | 2022年11月27日 | 新木場1stRING 2024年3月3日返上                        |
| 第43代 | 長谷川一孝&ディラン・ジェイムス    | 1        | 2024年3月3日   | BASEMENT MONSTAR スーパータイガー（2代目）&田馬場貴裕 |
| 第44代 | スーパータイガー（2代目）&長嶋孝太 | 1        | 2024年12月29日 | オリエンタルホテル東京ベイ                            |